# Euphorbia randrianijohanyi
Euphorbia randrianijohanyi är en törelväxtart som beskrevs av Haevermans och Jean-Noël Labat. Euphorbia randrianijohanyi ingår i släktet törlar, och familjen törelväxter. Inga underarter finns listade i Catalogue of Life.